# چو سو-هیانگ
چو سو-هیانگ (کره‌ای: 조수향؛ زادهٔ ۲۱ ژانویه ۱۹۹۱) بازیگر اهل کره جنوبی است.

## حرفه
چو سو-هیانگ برندهٔ جایزهٔ بازیگر زن سال به خاطر نقشش در فیلم گل‌های وحشی (۲۰۱۵) در نوزدهمین جشنواره فیلم بوسان در سال ۲۰۱۴ شد.
از جمله کارهای قابل توجه او می‌توان به درام کره‌ای تو کیستی: مدرسه ۲۰۱۵ (۲۰۱۵) اشاره کرد.